# Дани
Дани — давнє германське плем'я, що заселяло нинішню Швецію і Данію. Перша згадка про данів сходить до VI століття у рукописах історика Йордана. В епоху вікінгів дани почали завоювання Ютландії, витіснивши ютів.

## Дани в Епоху вікінгів
В епоху вікінгів дани активно освоювали півострів Ютландію, витіснивши ютів, володіли островом Зеландія, і південною частиною сучасної Швеції. На початку XI століття королі данів управляли Данією і Англією як єдиним королівством протягом майже 20 років.

## Данелаг
Данелаг (область данського права; давн-англ. Dena lagu; дан. Danelagen, англ. Danelaw) — територія в північно-східній частині Англії, що відрізняється особливими правового і соціального системами, успадкованими від данських вікінгів, які завоювали ці землі в IX столітті. Після відновлення влади англосаксонських королів над Данелаг на початку X століття скандинавське право і звичаї були збережені, а багато хто перейшов у загальну англійську практику. Специфіка юридичної системи північно-східній Англії пережила норманське завоювання і продовжувала існувати протягом усього Середньовіччя.

## Спадок данів
Свідченням сильного данського впливу в східних областях Англії є місцеві топоніми та особисті імена, значна частина яких має данське походження. Ще в XII—XIII століттях тут було прийнято давати дітям данські або англо-данські імена (Торі, Грум, Хавард, Інгірід). Скандинавські корені мало багато географічний найменувань від Нортумберленда до Саффолка, частина з яких збереглася до нашого часу. Так, скандинавське походження мають топоніми, що закінчуються на бі (в сучасних скандинавських мовах by 'поселення') і торп, а також містять комбінації звуків «ск» та «ій» там, де англосаксонські назви мали б «ш» і «а» відповідно.
У сучасній англійській мові залишилося кілька сотень слів скандинавського походження, включаючи особисті займенники третьої особи множини (англійські they, them, their на відміну від власне данський hie, him, hira), а також такі терміни, як law (закон, право), husband (чоловік), window (вікно) та інші. Англійське skirt 'спідниця' (скандинавське) споріднене з shirt 'сорочка' (власне англійське).
На території Данелаг існує значна кількість археологічних пам'яток періоду панування вікінгів у цій частині Англії, з яких найважливішими є стародавній Йорк, столиця норвезького королівства в X столітті, і поховання в Інгольдсбі.